# Machete Hook
Der Machete Hook (englisch; bulgarisch коса Мачетето kosa Matscheteto, deutsch ‚Machetenhaken‘) ist eine 830 m lange und 70 m breite Landspitze an der Nordküste der Livingston-Insel im Archipel der Südlichen Shetlandinseln. Sie ragt 1,5 km südöstlich des Melta Point und 7,7 km südwestlich des Bezmer Point von der Halbinsel, die im Siddins Point endet, in die Vasilev Bay, einer Nebenbucht der Hero Bay.
Bulgarische Wissenschaftler kartierten sie 2009 und 2017. Die bulgarische Kommission für Antarktische Geographische Namen benannte ihn im April 2021 deskriptiv, da sie in ihrer Form an eine Machete erinnert. 